# Cục Kỹ thuật, Quân khu 1 Quân đội nhân dân Việt Nam
Cục Kỹ thuật trực thuộc Quân khu 1 thành lập ngày 15 tháng 5 năm 1979 là cơ quan quản lý kỹ thuật của Quân khu 1 có chức năng quản lý, chỉ đạo, bảo đảm công tác kỹ thuật cho lực lượng vũ trang Quân khu thực hiện nhiệm vụ chiến đấu và sẵn sàng chiến đấu.

## Lịch sử
Ngày 15 tháng 5 năm 1979, Thiếu tướng Đàm Quang Trung, Tư lệnh Quân khu 1 ký quyết định số 490/A-QL thành lập Cục Kỹ thuật trực thuộc Bộ Tư lệnh Quân khu.

## Lãnh đạo hiện nay
- Cục trưởngː Đại tá Trần Huy Tưởng
- Chính ủyː Đại tá Nguyễn Cao Khánh

## Tổ chức
- Phòng Tham mưu - Kế hoạch
- Phòng Chính trị
- Phòng Quân khí
- Phòng Xe - Máy
- Ban Tiêu chuẩn - Đo lường - Chất lượng
- Ban Tài chính
- Xưởng X79
- Cụm Kho CK21
- Kho K23
- Kho K56
- Kho K15
- Kho K818

## Khen thưởng
- Huân chương Quân công hạng Ba, năm 1984;[3]
- Huân chương Chiến công hạng Nhì, năm 1999;[3]
- Huân chương Chiến công hạng Ba, năm 1983 và 2000;[3]
- Huân chương Bảo vệ Tổ quốc hạng Nhì, năm 2008;[3]
- Huân chương Bảo vệ Tổ quốc hạng Nhất, năm 2019.[3]

## Hệ thống cơ quan Kỹ thuật trong Quân đội
Bài chi tiết: Ngành Kỹ thuật Quân đội nhân dân Việt Nam
- Tổng cục Kỹ thuật thuộc Bộ Quốc phòng.
- Cục Kỹ thuật thuộc các Quân khu, Quân chủng, Tổng cục, Bộ đội Biên phòng, Cảnh sát biển, Bộ Tư lệnh Thủ đô Hà Nội, Quân đoàn, Binh chủng và tương đương.
- Phòng Kỹ thuật thuộc các Sư đoàn, Lữ đoàn, Vùng Cảnh sát biển, Bộ CHQS tỉnh, thành phố trực thuộc TW, Bộ CHBP tỉnh, thành phố trực thuộc TW và tương đương.
- Ban Kỹ thuật thuộc các Trung đoàn, Ban chỉ huy quân sự quận, huyện, thị xã và tương đương.

## Cục trưởng qua các thời kỳ
- 1979-1983, Phạm Như Vưu, Đại tá, sau Thiếu tướng Phó Chủ nhiệm Tổng cục Kỹ thuật
- 1983-1987, Phạm Bá Các, Đại tá
- 1987-1989, Trần Dân Tiến, Đại tá
- 1989-2000, Nghiêm Sỹ Chúng, Đại tá, sau Thiếu tướng Phó Chủ nhiệm kiêm Tham mưu trưởng Tổng cục Kỹ thuật
- 2000-2005, Khổng Chiểu, Đại tá
- 2005-2011, Trần Văn Độ, Đại tá
- 2011-2019, Nguyễn Văn Thái, Đại tá
- 2019-Nay, Vũ Trọng Hợp, Đại tá

## Chính ủy qua các thời kỳ
- 1979-1981, Nguyễn Ngọc Hội, Đại tá, Phó Cục trưởng về chính trị.
- 1986-1987, Nguyễn Ngọc Côn, Đại tá, Phó Cục trưởng về chính trị.
- 2008-2011, Nguyễn Khánh Toàn, Đại tá
- 2011-2017, Vũ Thế Lữ, Đại tá
- 2018-2022, Ngọ Quang Trinh, Đại tá
- 2022-nay, Nguyễn Cao Khánh, Đại tá

## Các tướng lĩnh từng trải qua
- Nguyễn Hoa Thịnh, Đại tá, Phó Cục trưởng Cục Kỹ thuật (1987-1988), sau Trung tướng, Chủ nhiệm Tổng cục Kỹ thuật
- Nguyễn Quốc Khánh, Đại tá, Phó Cục trưởng Cục Kỹ thuật (1996-1998), sau Trung tướng, Phó Tổng Tham mưu trưởng.